# Friedrich Lorenz (Priester)
Friedrich Lorenz OMI (* 10. Juni 1897 in Klein Freden; † 13. November 1944 in Halle) war ein katholischer Ordenspriester und Opfer der NS-Militärjustiz.

## Leben

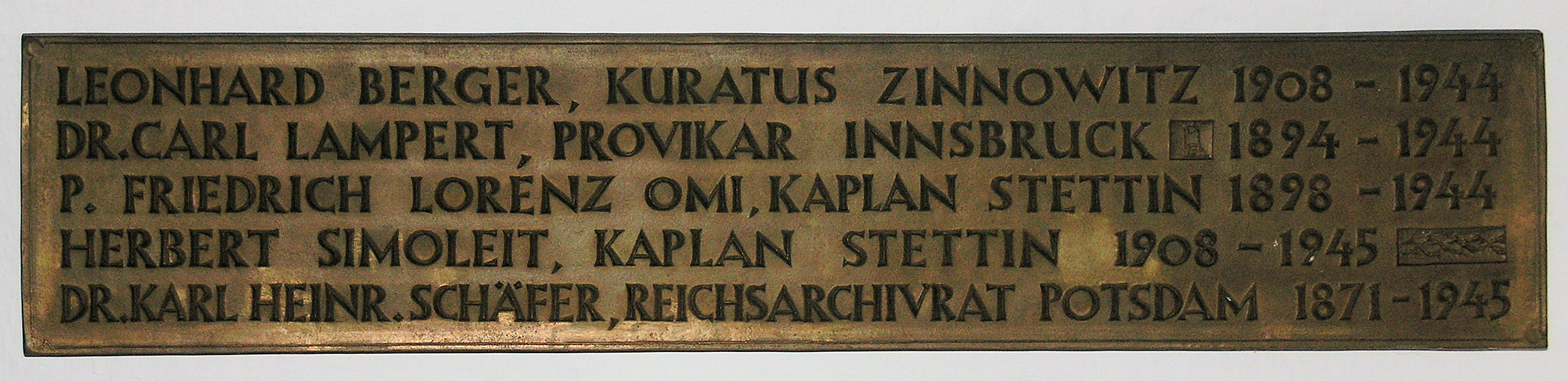
Gedenktafel der Märtyrer der NS-Zeit in der Krypta der Sankt-Hedwigs-Kathedrale in Berlin-Mitte

Friedrich Lorenz wurde 1897 als Sohn eines Postboten in Klein Freden im heutigen Landkreis Hildesheim/Niedersachsen geboren. 1902 zog die Familie nach Hildesheim, in der dortigen St.-Bernward-Gemeinde wuchs er auf. Hier hatte Lorenz den ersten Kontakt mit den Oblaten. Das ordenseigene Internat St. Karl in Niederländisch-Limburg besuchte er von 1911 bis 1916. Im Anschluss daran trat er im August 1916 das Noviziat der Oblaten in Maria Engelport an, musste das Kloster jedoch einen Monat später aufgrund seiner Einberufung zur Armee wieder verlassen. Im Ersten Weltkrieg kämpfte er als Gefreiter und Unteroffizier an der Westfront. Aufgrund seiner Tapferkeit wurde er mit dem Eisernen Kreuz II. Klasse ausgezeichnet.
Nach dem Ersten Weltkrieg trat er wieder ins Kloster ein, legte am 25. Juli 1923 seine ewigen Gelübde ab und wurde ein Jahr darauf vom Fuldaer Bischof Joseph Damian Schmitt zum Priester geweiht. Seinen ersten Einsatz hatte Lorenz in der Volksmission. Weil ihm die Missionspredigt schwerfiel, wurde er 1934 nach Schwerin versetzt.
Am 1. September 1939 musste er als Militärpfarrer in den Krieg. Auch hierbei wurde er wegen seiner Tapferkeit mit dem Eisernen Kreuz ausgezeichnet. 1940 kehrte er nach Schwerin zurück. Hier hatte er Kontakt zum „Mittwochskreis“, einem Gesprächskreis für Männer aus dem Seelsorgegebiet Stettin. Sein Orden entsandte ihn 1942 als Kaplan nach St. Johannes der Täufer in Stettin. Dort wirkte P. Friedrich Lorenz bis zu seiner Verhaftung. In der Nacht vom 4. zum 5. Februar 1943 wurde der „Mittwochskreis“ von der Gestapo gestürmt („Fall Stettin“). Dabei wurden 40 Menschen verhaftet, unter ihnen Friedrich Lorenz. Lorenz wurde am 28. Juli 1944 in Torgau wegen „Hören von Feindsendern“, „Zersetzung der Wehrkraft“ und „Feindbegünstigung“ zum Tode verurteilt. Das Urteil wurde in einer neuen Verhandlung vom 2. bis 4. September bestätigt. Am 13. November 1944, 16 Uhr, wurde Pater Friedrich Lorenz OMI in Halle (Saale) enthauptet. Sein Leichnam wurde verbrannt. Die Beisetzung der Urne fand am 3. November 1947 auf dem Hünfelder Klosterfriedhof statt.

## Gedenken
Die katholische Kirche hat Pater Friedrich Lorenz im Jahr 1999 als Glaubenszeugen in das deutsche Martyrologium des 20. Jahrhunderts aufgenommen.
In Hildesheim, einem seiner ehemaligen Wohnorte, erinnert seit 2022 ein Stolperstein an Pater Friedrich Lorenz.